# Campeonato Sanmarinense 1987-88
El Campeonato sanmarinense 1987-88 fue la tercera edición del  Campeonato sanmarinense de fútbol. Tre Fiori conquistó su primer título al vencer (6:5) en penales al Virtus tras empatar 3-3

## Equipos participantes
| Club             | Ciudad         |
| ---------------- | -------------- |
| Cailungo         | Borgo Maggiore |
| Dogana           | Serravalle     |
| Domagnano        | Domagnano      |
| Faetano          | Faetano        |
| Folgore/Falciano | Serravalle     |
| La Fiorita       | Montegiardino  |
| Libertas         | Borgo Maggiore |
| Montevito        | Fiorentino     |
| Murata           | San Marino     |
| Tre Fiori        | Fiorentino     |

## Tabla de posiciones
- Fuente : RSSSF

|  |     | Equipo           | PTS | PJ | PG | PE | PP | GF | GC | DG  |
|  | --- | ---------------- | --- | -- | -- | -- | -- | -- | -- | --- |
|  | 1.  | Tre Fiori        | 25  | 18 | 11 | 3  | 4  | 27 | 14 | 13  |
|  | 2.  | Folgore/Falciano | 23  | 18 | 10 | 3  | 5  | 27 | 15 | 12  |
|  | 3.  | Faetano          | 21  | 18 | 8  | 5  | 5  | 31 | 20 | 11  |
|  | 4.  | Libertas         | 20  | 18 | 8  | 4  | 6  | 34 | 26 | 8   |
|  | 5.  | Domagnano        | 19  | 18 | 5  | 9  | 4  | 27 | 27 | 0   |
|  | 6.  | La Fiorita       | 18  | 18 | 6  | 6  | 6  | 24 | 25 | -1  |
|  | 7.  | Dogana           | 18  | 18 | 6  | 6  | 6  | 18 | 25 | -7  |
|  | 8.  | Montevito        | 16  | 18 | 4  | 8  | 6  | 17 | 21 | -4  |
|  | 9.  | Murata           | 14  | 18 | 3  | 8  | 7  | 23 | 26 | -3  |
|  | 10. | Cailungo         | 5   | 18 | 1  | 3  | 14 | 17 | 43 | -26 |

|  | Clasificación a Play-Offs    |
|  | Desciende a Serie A2 1988-89 |

## Play-offs

#### Primera ronda
|}

#### Segunda ronda
| Equipo 1 | Resultado    | Equipo 2     |
| -------- | ------------ | ------------ |
| Libertas | 5–1          | Virtus       |
| Faetano  | 0–0 (6:7 p.) | San Giovanni |

|}

#### Tercera ronda
| Equipo 1 | Resultado | Equipo 2     |
| -------- | --------- | ------------ |
| Virtus   | 4–3       | Faetano      |
| Libertas | 3–2       | San Giovanni |

|}

#### Cuarta ronda
| Equipo 1         | Resultado    | Equipo 2     |
| ---------------- | ------------ | ------------ |
| Virtus           | 1–0          | San Giovanni |
| Folgore/Falciano | 1–1 (4:5 p.) | Libertas     |

|}

#### Semifinal
| Equipo 1         | Resultado | Equipo 2 |
| ---------------- | --------- | -------- |
| Folgore/Falciano | 1–2       | Faetano  |
| Tre Fiori        | 2–0       | Libertas |

|}

#### Final
| Equipo 1 | Resultado    | Equipo 2 |
| -------- | ------------ | -------- |
| Libertas | 0–0 (7:8 p.) | Virtus   |

|}

| Equipo 1  | Resultado    | Equipo 2 |
| --------- | ------------ | -------- |
| Tre Fiori | 3–3 (6:5 p.) | Virtus   |

| Campeón             |
|                     |
| Tre Fiori 1° título |